# دومباگودا
دومباگودا (به لاتین: Dombagoda) یک منطقهٔ مسکونی در سری‌لانکا است که در استان مرکزی (سری‌لانکا) واقع شده‌است.